# Thessalië
Thessalië (Grieks: Θεσσαλία, Thessalia) is een van de dertien periferieën (regio's) van Griekenland. De periferie meet 14.037 km² en telt circa 750.000 inwoners. Ze is centraal op het vasteland gelegen en grenst aan West- en Centraal-Macedonië in het noorden, Epirus in het westen en Centraal-Griekenland in het zuiden.

## Geografie
De periferie valt nagenoeg samen met het historische Thessalië (in het Oudgrieks ook Θετταλία gespeld), een uitgestrekte, vruchtbare vlakte die grotendeels door gebergten wordt afgezoomd en in het oosten grenst aan de Egeïsche Zee. Daardoor heeft ze een uitgesproken landklimaat, met grote verschillen in temperatuur: bloedhete zomers en strenge vorst in de winter. De voornaamste rivier van Thessalië is de Pinios (Πηνειός), die door het Tempedal naar zee stroomt.

## Bestuurlijke indeling
Bestuurlijk is Thessalië onderverdeeld in vijf regionale eenheden (periferiaki enotita): Magnisia (Μαγνησία), Larisa (Λάρισα), Trikala (Τρίκαλα), Karditsa (Καρδίτσα) en Sporades (Σποράδες). Zij vervingen in 2011 de tot dan toe bestaande vier prefecturen (nomi) en hebben sindsdien geen eigen bestuur meer. De nieuwe eenheid Sporades werd afgesplitst van Magnisia.
De hoofdstad van de periferie, Larisa, en Volos zijn de twee grootste steden.

## Geologie
De geologie leert dat de Thessalische vlakte in het Tertiair een binnenzee was, maar toen de Punios zich na miljoenen jaren een uitweg naar zee had geschuurd tussen de bergen Olympus en Ossa, stroomde de binnenzee leeg in de Golf van Thessaloniki. Aan deze slijtageslag heeft Thessalië de beroemde Meteora-rotsen te danken.
In het noorden vormt het Olympusmassief de natuurlijke grens met Macedonië, in het westen schermt het Pindosgebergte Thessalië af van Epirus en in het zuiden doen de uitlopers van de Parnassos hetzelfde ten opzichte van Boeotië en Phocis. In het oosten vormen dan weer de bergen Ossa en Pelion een natuurlijke barrière tegen de zee. In het Pindosgebergte zwerven nog wolven, everzwijnen en enkele zeldzame beren. De opvallendste vogel in de Thessalische vlakte is de ooievaar: vaak zie je hem nestelen op de koepels van kerken, en op andere hoge bouwsels.

## Industrie
Van oudsher is Thessalië een van de belangrijkste agrarische gebieden van Griekenland, met onder meer teelt van graan, rijst, tabak, olijven, groenten en (citrus)vruchten. Er is genoeg ruimte overgelaten voor rundveehouderij en, sinds de oudheid, paardenfokkerij. De industrie is hoofdzakelijk geconcentreerd rond Vólos (haven) en Lárisa. Traditioneel herbergt de vlakte 's winters ook de transhumante en nomadische herderstammen van de Karagounides, de Koutsovlachen en de Sarakatsani, hoewel de meesten van hen de nomadische leefstijl hebben beëindigd.

## Geschiedenis

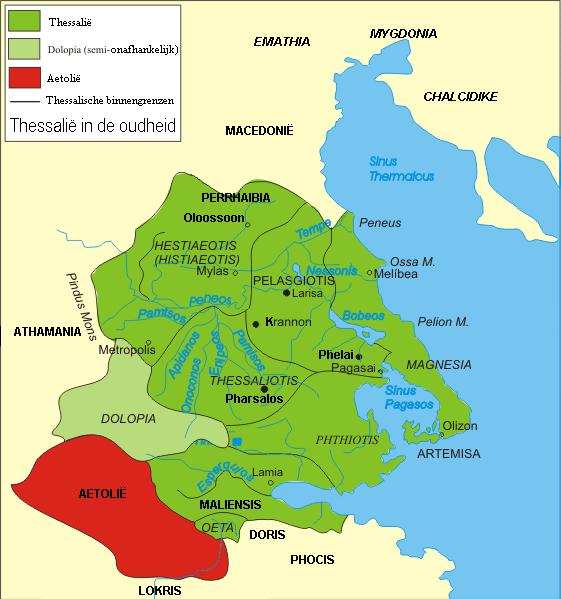
Thessalië in de oudheid

In Thessalië zijn veel prehistorische vondsten gedaan (onder meer in Sesklo en Dimini), maar de resten uit de Archaïsche en Klassieke perioden zijn eerder schaars. Pas in de 6e eeuw v.Chr. raakte het bekend als het woongebied van de oorspronkelijk uit Zuid-Epirus afkomstige Thessaliërs, die er een losse federatie van staten onder leiding van aristocratische families (onder andere de Aleuaden en Scopaden) stichtten. De belangrijkste steden waren in de oudheid Trikkè (nu Trikala), Pharsalus (nu Farsala), Larissa en Pherai (nu Velestino). Het geografische isolement en de onderlinge rivaliteit tussen de regerende families waren de belangrijkste oorzaken van de geringe invloed van de Thessaliërs op de Griekse geschiedenis.
Omdat de Grieken tijdens de Eerste Perzische Oorlog besloten hadden Thessalië op te geven en zich te verschansen achter de Thermopylae, beschouwden de Thessaliërs dit als verraad en kozen zij de Perzische kant, waardoor zij dan weer meestal op gespannen voet met de andere Grieken stonden. Tijdens de Peloponnesische Oorlog kozen zij nu eens de zijde van Athene, dan weer die van Sparta. In 350 v.Chr. raakte Thessalië zijn autonomie kwijt aan Macedonië, maar onder Romeinse heerschappij herkreeg het kortstondig zijn zelfstandigheid (196–148 v.Chr.). Keizer Diocletianus maakte er een zelfstandige provincie van. Tot de 14e eeuw was Thessalië achtereenvolgens in handen van het Byzantijnse Rijk, Servië, de Saracenen, de Bulgaren en Groot-Walachije. De Turken veroverden het in 1394 en verlieten het pas na de Balkanoorlogen. Sinds 1913 behoort het gehele gebied tot Griekenland.

## Trivia
- In de 17e eeuw schreef Casparus Barlaeus Latijnse lofdichten op Tesselschade en verbond haar naam Tesselia met Thessalia tot Thessaliaensche Vrouw.[3]

Attica · Centraal-Griekenland · Centraal-Macedonië · Epirus · Ionische Eilanden · Kreta · Noord-Egeïsche Eilanden · Oost-Macedonië en Thracië · Peloponnesos · Thessalië · West-Griekenland · West-Macedonië · Zuid-Egeïsche Eilanden

Autonome Monastieke Staat van de Heilige Berg (Athos)

Periferie-districten · Gemeenten
Acarnanië · Achaea · Aenianië · Aetolië · Aperantië · Arcadië · Argolis · Athamanië · Attica · Boeotië · Chalkidiki · Chaonië · Dassaretië · Dolopië · Doris · Elis · Epirus · Evia · Histiaeotis · Korinthië · Laconië · Lokris · Macedonië · Magnesië · Malis · Megaris · Messenië · Molossis · Mygdonië · Oetaea · Parauaea · Pelagonië · Pelasgiotis · Perrhaebië · Phocis · Phthiotis · Piërië · Thesprotië · Thessaliotis · Thessalië · Tymphaea